# ECos
ای سی او اس (انگلیسی: ECos) نام یک سیستم عامل آزاد، متن باز و بی درنگ است که برای سیستم‌های توکار و برنامه‌هایی که یک پروسه و چندین رشته می‌خواهند طراحی شده‌است؛ و با هدف انعطاف‌پذیری در برابر نیازهای برنامه‌ها در زمینه‌های قدرت اجرا و نیازهای سخت‌افزاری ساخته شده. این سیستم عامل بیشتر در زبان C توسعه داده شده و لایه‌های سازگاری و رابط‌های برنامه‌نویسی خود را برای سیستم عامل‌های شبه-یونیکس و سیستم عامل ترون منتشر نموده است.

## طراحی
طراحی این سیستم عامل برای سیستم‌هایی بوده که حافظه در سطح چند ده یا چند صد کیلوبایت دارند. این سیستم عامل می‌تواند با حافظه تصادفی کمتر از دو مگابایت نیز کار کند، در حالی که هسته لینوکس در فضای کمتر از این قادر به کار نیست.
این سیستم عامل در گستره بزرگی از پردازنده‌ها از جمله: معماری آرم ،معماری میپس، پاورپی‌سی، آی‌ای-۳۲ و ... کار می‌کند.

## پیشینه
این سیستم عامل ابتدا در سال ۱۹۹۷ توسط شرکت پشتیبانی «سایگنوس» (که پس از آن توسط رد هت خریده شد) تولید شد. در اواخر سال ۲۰۰۲ رد هت از این سیستم عامل ناامید شده و توسعه آن را رها کرد. در سال ۲۰۰۴، با درخواست توسعه دهندگان، رد هت قبول کرد حق نشر این سیستم عامل به بنیاد نرم‌افزار آزاد اعطا شود و این پروسه در سال ۲۰۰۸ پایان یافت.

## نسخه‌های غیر آزاد
ٍeCos pro یک انشعاب غیر آزاد از این سیستم عامل بود که توسط توسعه دهندگان این سیستم عامل از آن منشعب شد و هدف آن ساخت یک انشعاب پایدار و امتحان پس داده از این سیستم عامل است. ویژگی‌های اضافه آن به کد منبع اصلی الحاق نشده‌اند.